# Sanctimony
Sanctimony (česky znamená svatouškovství) je lotyšská death metalová hudební skupina založená v roce 1994 v Rize. Zpočátku hrála klasický death metal, později se dopracovala ke zvuku ve stylu novějších Entombed (tzv. death 'n' roll). Švédská kapela Entombed a také Ozzy Osbourne jsou inspiracemi kapely.
Sanctimony koncertovali s různými kapelami, např. s Dementor (Slovensko), Tortharry (ČR), Neglected Fields (Lotyšsko), Ruination (Litva). Coververzí Expendable Youth přispěli na tribute album A Tribute to Slayer: 25 Years americké kapely Slayer.
V roce 1996 vyšlo první demo When the Sun Was God a v roce 1999 první studiové album s názvem Eternal Suffering.

## Logo
Původní logo korespondovalo s hudebním stylem (death metal), písmena byla trnitá a T bylo vyvedeno jako obrácený kříž, za nímž se skrýval obrácený pentagram. Modernější logo už žádné symboly neobsahuje.

## Diskografie
Dema
- When the Sun Was God (1996)
- Lirix (2000)
- Demo (2003)

Studiová alba
- Eternal Suffering (1999)
- Devil and Men (2005)
- Hell in Stereo (2007)

EP
- Perfection (2012)